# Ментальні моделі
Ментальні моделі - це глибоко укорінені в свідомості поняття, узагальнення чи навіть картини і образи, які впливають на те, як ми сприймаємо світ і діємо.  Це уявлення про навколишній світ, відносини між його різними частинами та інтуїтивне уявлення про власні дії та їх наслідки. Ментальні моделі можуть допомогти у формуванні поведінки та встановленні підходу до вирішення проблем (схожі на особистий алгоритм) та виконання завдань.
Ментальна модель - це подання зовнішньої реальності.Вона грає важливу роль у пізнанні, міркуванні і прийнятті рішень. Кеннет Крейк у 1943 році висунув гіпотезу, що розум створює "моделі реальності", які він використовує, щоб передбачати події.
Джей Райт Форрестер так визначив загальні ментальні моделі:
Зображення світу, який ми носимо в нашій голові,  - це просто модель. Ніхто у своїй голові не може уявити весь світ, всі уряди або ж усі країни. Кожна людина має розуміння тільки деяких понять і відносин між ними, та використовує їх, щоб представити реальну систему (Форрестер, 1971).
В психології термін ментальних моделей іноді використовується для позначення ментальних репрезентацій або уявного моделювання в цілому. В інших випадках він використовується для позначення ментальних моделей і міркувань і ментальної моделі у теорії аргументації, розробленої Філіпом Джонсон-Лейрдом і Рутом, М. Дж. Бірном.

## Історія
Термін ментальна модель, як вважають, виник у 1943 році у книзі "Природа пояснення" авторства Кеннета Крейка.
Відтоді було багато обговорень та дискусій щодо використання ідеї взаємодії людини з комп'ютером та зручності використання дослідниками, Ці питання досліджували Дональд Норман і Стів Круг (у його книзі "Не змушуйте мене думати"). Волтер Кінтч і Тен А. Ван Дейк, використовуючи термін модель ситуації (у книзі "Стратегії дискурсу розуміння", 1983), показали актуальність ментальних моделей для виробництва та розуміння дискурсу.

## Ментальні моделі і міркування
Один з видів людських міркувань полягає в залежності від ментальних моделей. З цієї точки зору, ментальні моделі можуть бути побудовані на основі сприйняття, уяви або розуміння дискурсу (Джонсон-Лерд, 1983). Такі ментальні моделі схожі на архітектурні моделей або фізичні схеми тим, що їх структура аналогічна структурі ситуації, яку вони представляють, на відміну, скажімо, від структури логічних форм, використовуваних у формальних правилах теорії аргументації. Філіп Джонсон-Лейрд і Рут М. Ж. Берн розробили теорію ментальних моделей, яка робить припущення, що мислення залежить не від логічної форми, а від ментальних моделей (Джонсон-Лерд і Бірн, 1991).

### Принципи ментальних моделей
Ментальні моделі засновані на невеликому наборі фундаментальних припущень (аксіом), які відрізняють їх від інших пропонованих уявлень в психології мислення (Бірна і Джонсона-Лерда, 2009). Кожна з ментальних моделей являє собою певну можливість. Ментальні моделі є знаковими, тобто кожна частина моделі відповідає кожній частині того, що вона представляє (Джонсон-Лерд, 2006). Ментальні моделі засновані на принципі правди: як правило, вони становлять лише ті ситуації, які можливі. Однак ментальні моделі можуть представляти те, що є помилковим, наприклад, зробити припущення, яке може бути правдою (у випадку з гіпотетичними умовами і контрфактичним мисленням (Берн, 2005)).

## Ментальні моделі динамічних систем: ментальні моделі системної динаміки

### Характеристики
Ментальна модель, як правило:
- заснована на необчислюваних, спростовних, невиразних або неповних фактах
- гнучка – може суттєво змінюватись як у позитивному, так і у негативному сенсі
- є інформаційним фільтром – викликає вибіркове сприйняття або сприйняття лише окремих частин інформації
- дуже обмежена, порівняно зі складністю світу.
- залежна від джерел інформації

Ментальні моделі є основою для розуміння організаційного навчання. Ментальні моделі науково-популярною мовою, були описані як "глибоко укорінені образи мислення і дії". Ментальні моделі є настільки основоположним для розуміння світу, що люди не знаючи їх.

### Ментальна модель по відношенню до системної динаміки та системного мислення
При спрощенні дійсності, створення моделі може визначити відчуття реальності, прагнучи подолати системне мислення і системну динаміку.
Ці дві дисципліни можуть допомогти побудувати більш ефективну координацію з реальністю ментальних моделей і точно імітувати її. 
- Системна динаміка – розширення ментальних моделей шляхом створення чітких моделей, які зрозумілі, легко сполучаються і можуть бути в порівнянні один з одним.
- Системне мислення – пошук засобів для покращення ментальних моделей і тим самим покращення якості динамічних рішень, заснованих на ментальних моделях.

### Одиночний і подвійний цикл навчання
Після аналізу основних характеристик, необхідно довести процес зміни ментальних моделей, або процес навчання. Навчання є процесом зворотної петлі. Петля зворотного зв'язку може бути показана як одиночне навчання або навчання подвійного циклу.

#### Одноконтурне навчання
Ментальні моделі впливають на те, як люди працюють з інформацією і приймають остаточне рішення. Рішення змінюється саме по собі, але ментальні моделі залишаються незмінними. Це основний метод навчання, так як це дуже зручно.

#### Подвійний цикл навчання
Подвійний цикл навчання (див. діаграму нижче) використовується, коли необхідно змінити ментальну модель, за якою рішення приймається. На відміну від одноконтурного навчання, ця модель включає в себе зміну в розумінні, від простих і статичних до більш широких та більш динамічних. Наприклад, з урахуванням зміни навколишнього середовища, постає необхідність для вираження зміни ментальних моделей.
| Процес навчання | Процес навчання | Процес навчання |
| --------------- | --------------- | --------------- |
|                 |                 |                 |

## Подальше читання
- Жорж Анрі Luquet (2001). Дитячі малюнки. Вільне Об'єднання Книг. ИСБН 1-85343-516-3
- Groesser, С. М. (2012). Ментальні моделі динамічних систем. В Н. М. Зеель (Ред.). Енциклопедії наук навчання (вип. 5, ПП. 2195-2200). Нью-Йорк: Спрінгер.
- Groesser, С. М. & Schaffernicht, М. (2012). Ментальні моделі динамічних систем: підбивання підсумків і погляд у майбутнє. Система Динаміки Огляд, 28(1): 46-68, Уайлі.
- Джонсон-Лэард П. Н. 2005. [Архівовано 15 грудня 2017 у Wayback Machine.] Історія ментальних моделей [Архівовано 15 грудня 2017 у Wayback Machine.]
- Джонсон-Лэард П. Н. 2005,. Ментальні моделі, Дедуктивне мислення, а мозок
- Джонс, Н. А. і співавт. (2011). "Ментальні моделі: міждисциплінарний синтез теорії і методи [Архівовано 21 лютого 2017 у Wayback Machine.]" Екологія і суспільство.16 (1): 46.
- Джонс, Н. А. і співавт. (2014). "Виявлення ментальних моделей: порівняння інтерв'ю процедури в контексті управління природними ресурсами [Архівовано 27 лютого 2017 у Wayback Machine.]" Екологія і суспільство.19 (1): 13.
- Роблес-Де-Ла-Торре, Р. & Секулер, Р. (2004). "Чисельно оцінки внутрішніх моделей динамічних віртуальних об'єктів". В: АСМ угод з прикладної сприйняття 1(2), ПП. 102-117.
- Стерман, керівництво Джон Д. скептика на комп'ютерних моделях, Массачусетський Технологічний інститут [Архівовано 23 травня 2017 у Wayback Machine.]

## Зовнішні посилання
- Ментальні моделі і лабораторні міркування [Архівовано 9 травня 2017 у Wayback Machine.]
- Системного аналізу, моделювання та прогнозування групи Оксфордського університету
- Товариства Системної Динаміки [Архівовано 21 січня 2020 у Wayback Machine.]
- Системна динаміка у Львівському національному університеті імені Івана Франка [Архівовано 17 грудня 2010 у Wayback Machine.]